# シャーリー・ホーン
シャーリー・ホーン（Shirley Horn、1934年5月1日 - 2005年10月20日）は、アメリカのジャズ歌手にしてピアニスト。彼女は、マイルス・デイヴィス、ディジー・ガレスピー、トゥーツ・シールマンス、ロン・カーター、カーメン・マクレエ、ウィントン・マルサリスなど、多くのジャズ・ミュージシャンとコラボレーションを行った。彼女は、ほとんど比べる者がいないほどの独創性、歌いながらピアノを弾く能力、アレンジャーのジョニー・マンデルが「2つの頭を持っているような」と表現した何か、豊かで瑞々しい声、煙のようなコントラルトによって最も有名であった。著名なプロデューサーで編曲家のクインシー・ジョーンズは、「まるで衣服のように、彼女はその声であなたを誘惑する」と解説している。

## 略歴
シャーリー・ホーンはワシントンD.C.で生まれ育った。アマチュアのオルガニストである祖母に励まされ、ホーンは4歳でピアノのレッスンを始めた。12歳のときにハワード大学でピアノと作曲を学び、後にクラシック音楽で卒業した。ホーンはジュリアード音楽院から学びの場を提供されたが、彼女の家族は彼女をそこに送る余裕がなかった。ホーンは20歳のときに最初のジャズ・ピアノ・トリオを結成した。ホーンにとって初期のピアノの影響は、エロル・ガーナー、オスカー・ピーターソン、アーマッド・ジャマルであり、次第にクラシックというバックグラウンドから離れていき、後に「オスカー・ピーターソンが私のラフマニノフになり、アーマッド・ジャマルが私のドビュッシーになった」と語った。その後、彼女はワシントンのUストリート・ジャズ・エリア（1968年の暴動で大部分が破壊された）に夢中になり、法定年齢になる前からジャズ・クラブに忍び込んでいた。
ジャズ・ジャーナリストのジェームズ・ギャヴィンによると、ニューヨークの小さなレコードレーベルであるStere-o-craftが、ワシントンD.C.でホーンを見出し、ニューヨークに連れて行って、彼女のファースト・アルバムである1960年代の『Embers and Ashes』をレコーディングした。ホーンは、1959年にワシントンD.C.でヴァイオリニストのスタッフ・スミスと一緒に、アルバム『Cat on a Hot Fiddle』で取り上げられたリズム・セクションの1メンバーであるピアニストとして録音を行った。ホーンにとって残念なことに、ヴァーヴ・レコードはアルバムのバッキング・ミュージシャンのリストに彼女の名前を掲載しなかったため、その経験が彼女のプロとしての知名度を上げることはなかった（スタッフ・スミスのヴァーヴでのレコーディングを扱ったモザイク・レコードからのその後の再発では、ホーンの参加を記録し、アルバムから除外されたジョージ・ガーシュウィンの曲における3つのホーンのボーカル・パフォーマンスを収録した）。 
ホーンの『Embers and Ashes』は、ジャズ・トランペット奏者のマイルス・デイヴィスからの注目を集めた。マイルス・デイヴィスはホーンを公に賞賛し、ヴィレッジ・ヴァンガードでのパフォーマンスの休憩セットで演奏するよう彼女を招待した。デイヴィスの賞賛は、2つの点で特に話題となった。それは、彼がミュージシャンとして非常に尊敬されていたためであり、また当時、仲間のミュージシャンに対して公の賞賛を提供することがめったになかったためである。セントルイスのガスライト・スクエア地区で録音された1961年のライブ・パフォーマンスは、最終的にヴィレッジ・ヴァンガードから『Live』というタイトルでLPリリースされた（このマテリアルはその後のCD再発により『At the Gaslight Square 1961』というタイトルでリリースされている）。
1962年までに、マーキュリー・レコードの副社長（およびジャズ・アレンジャー）であったクインシー・ジョーンズから注目され、彼がホーンをマーキュリーと契約させた。彼女の2枚のマーキュリーからのLPでは、中規模のジャズ・オーケストラとの伝統的なポップスのセッティングにされ、どちらのアルバムでも彼女はピアノを弾かなかった。ジャズ・ジャーナリストのジェームズ・ギャヴィンによると、3枚目のマーキュリーでのLPが録音されたものの発表されておらず、1993年の時点で、そのアルバムのテープは紛失したと推定されていた。1960年代のホーンの最後のLPは、ABC-パラマウントのために録音された1965年の『Travelin' Light』であった。彼女はジャズ評論家に人気があったが、大きく一般的な人気を博すことはなかった。
『Travelin' Light』でビートルズの曲を録音していたが、ホーンは1960年代半ばに彼女をポピュラー歌手へ転向させる努力に抵抗を示し、後にそのような試みについて「私は征服するために身をかがめません」と述べた。1960年代後半から1980年代初頭にかけて、彼女は音楽業界から半ば引退し、ワシントンD.C.に滞在して、娘のレイニーを夫のシェパード・ディアリング（1955年に結婚した）と育て、自身の音楽を主に地元でのパフォーマンスに限定した。彼女は1972年にPerception Recordsのために1枚のアルバムを作成したが、レコードはほとんど世間に知らされておらず、ホーンはそれを宣伝するためにツアーを行わなかった。
1978年、デンマークのスティープルチェイス・レコードがワシントンD.C.で彼女を探し、ドラマーのビリー・ハート（ホーンは長年知っていた）とベーシストのバスター・ウィリアムスと一緒に録音することをホーンに申し出たとき、彼女のキャリアが後押しされることとなった。結果として得られたアルバム『レイジー・アフタヌーン』は、1978年から1984年の間にスティープルチェイスによってリリースされたホーンの合計4枚のアルバムの最初のものとなった。ホーンはまた、彼女のアルバム2枚が録音されたノース・シー・ジャズ・フェスティバルを含む、北米とヨーロッパでのツアーを開始した。
1986年、ホーンはCBSソニーと日本市場に向けた1枚のレコード契約を結び、ニューヨークで定番となっていたリズム・セクションとレコーディングしたスタジオ・セッションに、ゲストのフランク・ウェスを迎えた3曲を加えたアルバム『オール・オブ・ミー』をリリースした。1987年初頭までに、ヴァーヴ・レコードが彼女とレコーディング契約を結び、その年の5月に、ヴァーヴからの最初のライブ・アルバム『アイ・ソート・アバウト・ユー』がハリウッドでレコーディングされた。ホーンは、インディーズのジャズ・レーベル（1987年のアルバム『Softly』、Audiophile Records）のためにさらに1つのセッションを録音し、その後、ヴァーヴに戻った。彼女は生涯で合計11枚のスタジオ・アルバムとライブ・アルバムをヴァーヴからリリースした（この合計にさらにコンピレーション・アルバムが追加された）。ホーンが最も商業的に成功したのはヴァーヴで過ごした時期であり、レーベルは彼女が多くの国際的な聴衆に見出されるのを助けた。
マイルス・デイヴィスは、ホーンの1991年のアルバム『ユー・ウォント・フォゲット・ミー』に珍しくサイドマンとして参加した。彼女はトリオのような小さな編成で演奏することを好んだが、1992年のアルバム『ヒアズ・トゥ・ライフ』のようにオーケストラで録音することもあり、そのタイトル曲は彼女の代表曲になった。ホーンの生涯と音楽を描くビデオ・ドキュメンタリーがアルバム『ヒアズ・トゥ・ライフ』と同時にリリースされ、そのタイトルを共有した。当時、編曲家のジョニー・マンデルは、ホーンのピアノのスキルはビル・エヴァンスのそれと同等であるとコメントした。2001年に『ユーアー・マイ・スリル』という名前のアルバムが続いて発表された。
ホーンは25年間、同じリズム・セクション、チャールズ・エイブルズ（ベース）とスティーヴ・ウィリアムズ（ドラム）と演奏してきた。ドン・ヘックマンは「ロサンゼルス・タイムズ」紙（1995年2月2日）で次のように書いている。「ホーンのサウンドに対するベーシストのチャールズ・エイブルズとドラマーのスティーヴ・ウィリアムズの重要性。彼女のあらゆる自発的なひねりと回転に続いて、無限の繊細さで働き、彼らは明らかに完璧に他ならないことを容認するパフォーマーにとって理想的な伴奏者でした」。
彼女のアルバム『ヒアズ・トゥ・ライフ』『ライト・アウト・オブ・ダークネス〜レイ・チャールズに捧ぐ〜』『アイ・ラヴ・ユー、パリ』は、すべてビルボードのジャズ・チャートで1位となった。
乳癌を患っていた彼女は、71歳で合併症によって亡くなったとき、糖尿病とも闘っていた。彼女はワシントンD.C.のフォートリンカーン墓地に埋葬されている。その死後、ホーンのコンサート・レコーディングが、Resonance RecordsとImage EntertainmentからCDとDVDでリリースされている。
シャーリー・ホーンは、2008年のユニバーサル・スタジオ火災でマテリアルが破壊された何百人ものアーティストたちの1人であった。

## 受賞歴と栄誉
ホーンは生涯で9つのグラミー賞にノミネートされ、彼女の友人でありメンターへのトリビュートであるアルバム『アイ・リメンバー・マイルス』（アルバム・カバーはマイルス・デイヴィスの絵画を両面にわたってフィーチャーしている）で1999年の第41回グラミー賞の最優秀ジャズ・ボーカル・パフォーマンスを受賞した。
彼女は「ジャズとアメリカ文化の世界への彼女の多くの業績と貢献」で、第109回アメリカ合衆国議会によって公式に認められ、ホワイトハウスにおいて数人のアメリカ合衆国大統領たちのために演奏した。ホーンは、2002年にバークリー音楽大学から名誉音楽学博士号を授与された。
2005年には、NEAジャズ・マスターズ賞（アメリカがジャズ・ミュージシャンに授ける最高の栄誉）を受賞した。

## ディスコグラフィ

### リーダー・アルバム
- Embers and Ashes (1960年、Stere-o-Craft)
- 『ローズ・オブ・ラヴ』 - Loads of Love (1963年、Mercury)
- Shirley Horn with Horns (1963年、Mercury)
- Travelin' Light (1965年、ABC-Paramount)
- Where Are You Going (1973年、Perception)
- 『レイジー・アフタヌーン』 - A Lazy Afternoon (1979年、SteepleChase)
- 『オール・ナイト・ロング』 - All Night Long (1981年、SteepleChase)
- 『ヴァイオレッツ・フォー・ユア・ファーズ』 - Violets for Your Furs (1982年、SteepleChase)
- 『ガーデン・オブ・ザ・ブルース』 - The Garden of the Blues (1985年、SteepleChase)
- 『アイ・ソート・アバウト・ユー』 - I Thought About You (1987年、Verve)
- 『オール・オブ・ミー』 - All of Me (1987年、CBS/Sony)
- Softly (1988年、Audiophile)
- 『クロース・イナフ・フォー・ラヴ』 - Close Enough for Love (1989年、Verve)
- 『ユー・ウォント・フォゲット・ミー』 - You Won't Forget Me (1991年、Verve)
- 『ヒアズ・トゥ・ライフ』 - Here's to Life (1992年、Verve)
- 『ライト・アウト・オブ・ダークネス〜レイ・チャールズに捧ぐ〜』 - Light Out of Darkness (A Tribute to Ray Charles) (1993年、Verve)
- 『アイ・ラヴ・ユー、パリ』 - I Love You, Paris (1994年、Verve)
- 『ザ・メイン・イングリーディエント』 - The Main Ingredient (1996年、Verve)
- 『ラヴィング・ユー』 - Loving You (1997年、Verve)
- 『アイ・リメンバー・マイルス』 - I Remember Miles (1998年、Verve)
- 『メイ・ザ・ミュージック・ネヴァー・エンド』 - May the Music Never End (2003年、Verve)
- 『ユーアー・マイ・スリル』 - You're My Thrill (2000年、Verve)
- Marian McPartland's Piano Jazz with Guest Shirley Horn (2006年、Jazz Alliance) ※with マリアン・マクパートランド
- 『ライヴ・アット・モンタレー・ジャズ・フェスティヴァル1994』 - Live at the 1994 Monterey Jazz Festival (2008年、Concord)
- Live at the Four Queens (2016年、Resonance)

### 参加アルバム
- ベニー・カーター : Benny Carter Songbook (1997年、MusicMasters)
- ビル・チャーラップ（英語版） : 『スターダスト』 - Stardust (2003年、Blue Note)
- ベニー・ゴルソン : 『ONE DAY FOREVER』 - One Day, Forever (2001年、Arkadia Jazz)
- チャーリー・ヘイデン : 『アート・オブ・ザ・ソング』 - The Art of the Song (1999年、Verve)
- クインシー・ジョーンズ : For Love of Ivy (1968年、ABC) ※サウンドトラック。1曲のみ参加
- カーメン・マクレエ : 『サラ〜デディケイテッド・トゥ・ユー』 - Sarah: Dedicated to You (1991年、BMG/Novus)
- オスカー・ピーターソン : A Tribute to Oscar Peterson – Live at the Town Hall (1996年、Telarc)
- ジェフリー・スミス : 『ラモナ』 - Ramona (1995年、Gitanes/Verve)
- スタッフ・スミス : Cat on a Hot Fiddle (1960年、Verve)
- クラーク・テリー : Live on QE2 (2001年、Chiaroscuro)
- トゥーツ・シールマンス : 『フォー・マイ・レディ』 - For My Lady (1991年、EmArcy)
- ジョー・ウィリアムズ（英語版） : In Good Company (1989年、Verve)